# Belpech

Belpech este o comună în departamentul Aude din sudul Franței. În 1 ianuarie 2022 avea o populație de 1.339 de locuitori.